# Entombed (gruppo musicale)
Gli Entombed sono un gruppo musicale death metal svedese che venne formato nel 1989 dopo lo scioglimento dei Nihilist.
Furono fra i pionieri del death metal svedese e contribuirono a creare agli inizi degli anni novanta il death 'n' roll, aggiungendo al loro sound influenze hardcore punk e rock and roll.

## Storia

### Gli esordi
A partire dal 1987 i Nihilist pubblicarono alcune demo. La band si sciolse nel 1989 quando Johnny Hedlund abbandonò il gruppo per formare gli Unleashed. I Nihilist non hanno mai registrato un album completo, ma una raccolta delle loro demo è stata pubblicata nel 2005. Il chitarrista Leif Cuzner è morto nel giugno 2006.
La formazione del gruppo era:
- Nicke Andersson – batteria (1987–1989)
- Leif Cuzner – basso (1987–1988), chitarra (1988–1989)
- Alex Hellid – chitarra (1987–1989)
- Matthias Boström – voce (1987–1988)
- Lars-Göran Petrov – voce (1988–1989)
- Johnny Hedlund – basso (1988–1989)
- Ulf Cederlund – chitarra (1989)

Il nome Nihilist viene cambiato, causa omonimia con un altro gruppo, in Entombed. Sarà il loro primo album ufficiale del 1990, Left Hand Path (Il Sentiero della Mano Sinistra), edito da Earache Records, ad influenzare il sound e gli schemi del death metal mondiale. È il suono delle chitarre a fare la parte del leone: profondissimo e corposo. Sarà il marchio di riconoscimento loro e di tutta la scena death metal svedese, di cui fanno parte band come: Dismember, Grave e Unleashed. Le composizioni sono una più sorprendente dell'altra, mostrando un'attitudine compositiva molto varia e mai ripetitiva. Si va dalle sfuriate che sfociano in melodie tremende della title track, alle venature più prettamente punk hardcore di Revel in Flesh, dal death metal senza sosta di But Life Goes On alle intenzioni più calcolate di Bitter Loss. L'età media del quintetto è diciotto anni.

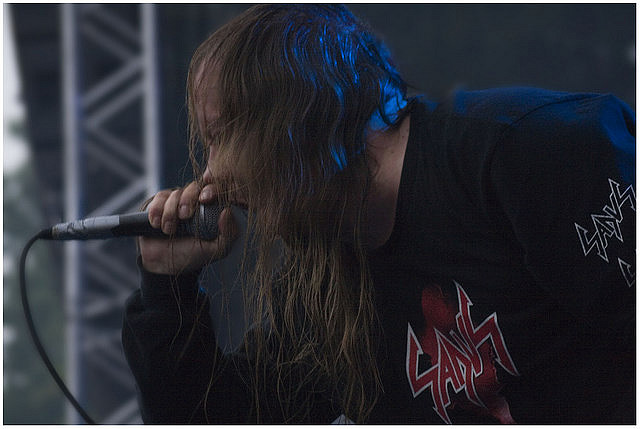
L-G Petrov

### La fama
Segue un tour europeo, ma alle prime glorie seguono i primi dissapori dato che il cantante Lars-Göran Petrov spiazza tutti e lascia la band. Verrà sostituito inizialmente da Orvar Säfström, con cui registrano l'EP Crawl, in cui fa l'ingresso il bassista Lars Rosenberg. Benché venga assoldato un altro vocalist (Johnny Dordevic), sarà il batterista Nicke Andersson a cantare sul secondo disco pubblicato nel 1991: Clandestine. Quest'album segue la strada del predecessore con alcune accortezze tecniche in più (si parla anche di 10-12 riff per canzone) e brani più cadenzati, che dal vivo scuotono il pubblico.

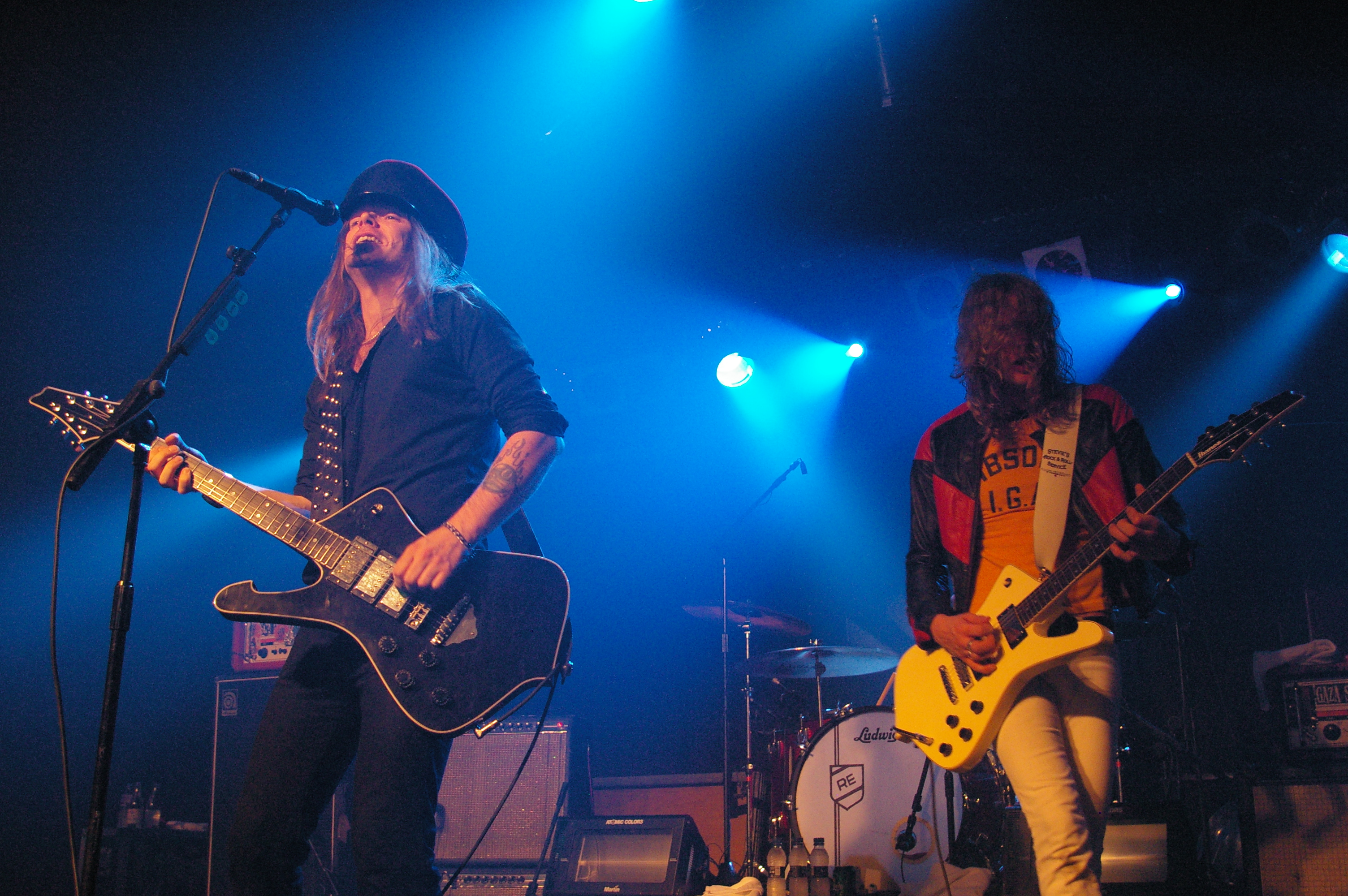
Nicke Andersson con gli Hellacopters

### Il successo
Ma il vero cambiamento ed il grande successo arrivano con il terzo disco: Wolverine Blues del 1993. Il suono perde la componente "cadaverica", ma ne guadagna in ruvidezza ed impatto, grazie anche alle rocciose pentatoniche di Ulf "Uffe" Cederlund ed Alex Hellid. La velocità non è quella dei lavori precedenti, ma l'intensità di ogni singolo pezzo è davvero coinvolgente. Il lavoro alla voce di L-G Petrov, tornato nella band già a metà del precedente tour, è di grande spessore. Il cambiamento stilistico degli Entombed prende il nome di death and roll. Il disco però divise fortemente la critica musicale, tanto che Claudio Sorge in un articolo su Rumore si scaglia contro una certa "becero-critica" inglese (così definita mutuando una definizione di Klaus Byron), ed in particolare quelli di Kerrang! che avevano stroncato il disco, che per lui rappresentava invece una buona conferma della band ed   un tentativo di riattualizzazione delle intuizioni avute dai Discharge 10 anni prima.
Nel 1994 pubblicarono poi l'EP Out of Hand che conteneva due nuovi inediti.
Successivamente, nel 1995, lascerà la band Lars Rosenberg. Il bassista fino al 2004 sarà Jörgen Sandström.
Nel 1997 verrà pubblicato DCLXVI: To Ride, Shoot Straight and Speak the Truth, che vede l'ultima apparizione nella band di Nicke Andersson che, d'ora in poi si dedicherà esclusivamente ai suoi Hellacopters. Il suo posto verrà preso da Peter Stjärnvind, con cui verrà pubblicato il quinto disco Same Difference. Sempre più lontano dai suoni delle origini della band.

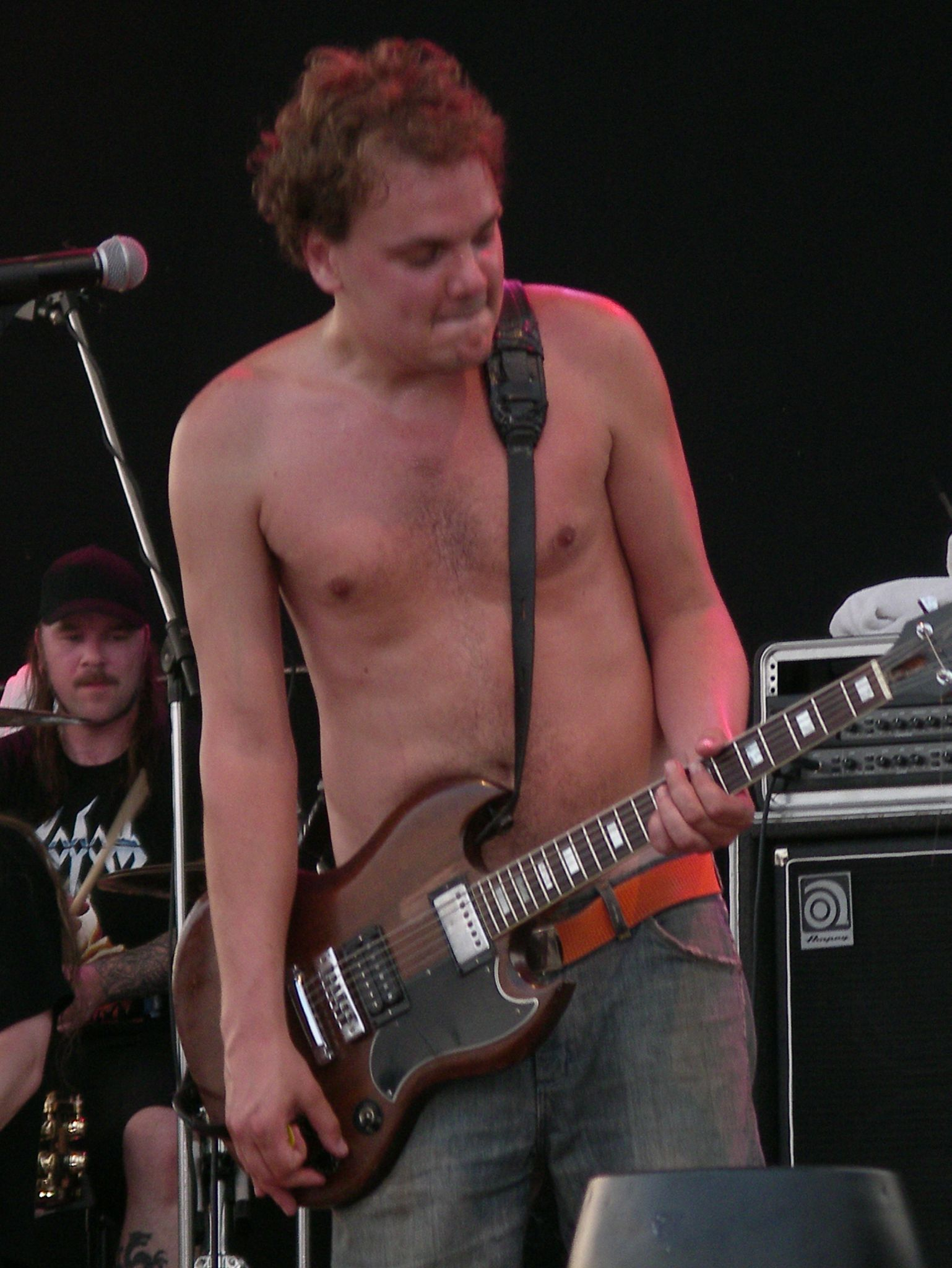
"Uffe" Cederlund

### La crisi
Il 2000 vedrà la luce Uprising e, nell'anno successivo Morning Star: in cui ricompaiono parziali soluzioni già sentite in passato. Poi, sarà la volta di Inferno (2003) e, nel 2007 Serpent Saints - The Ten Amendments con una formazione in parte rinnovata. Due anni prima aveva abbandonato la band lo storico chitarrista "Uffe" Cederlund e, su questo album suonano un nuovo bassista (Nico Elgstrand) e Olle Dahlstedt alla batteria.
Nel 2010 entra in formazione Victor Brandt e Elgstrand passa all'altra chitarra.

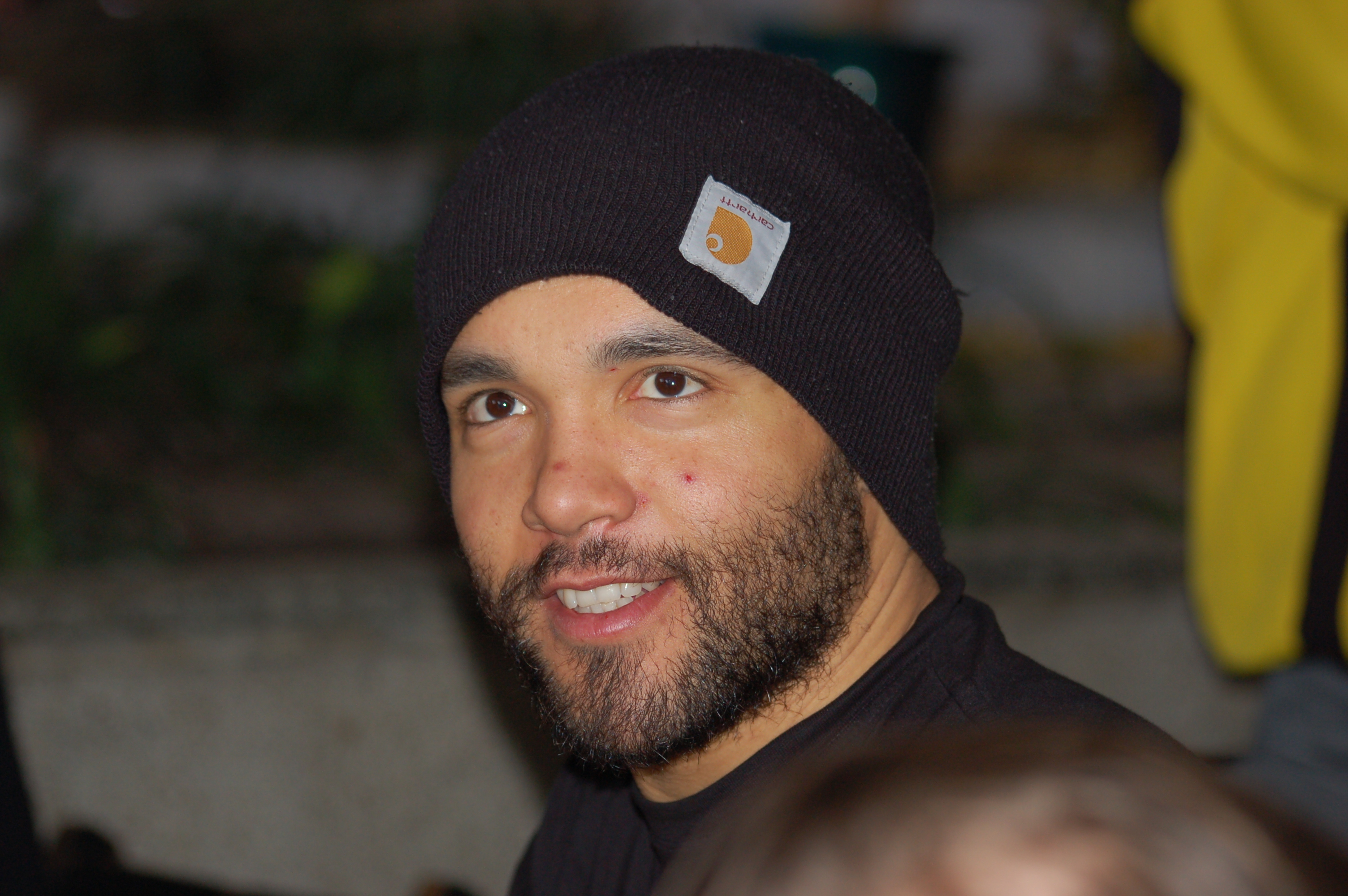
Alex Hellid

### Tempi recenti
Nel settembre del 2013 firmano per la Century Media Records, con cui verrà pubblicato il decimo album dal titolo Back to the Front, inizialmente posticipato all'anno successivo. Ma, ad un certo punto, il chitarrista Alex Hellid lascia riunendosi con i vecchi compagni di band Ulf "Uffe" Cederlund e Nicke Andersson, con quest'ultimo che non suonava dal 1997. In questa parziale reunion senza L. G. Petrov, questi Entombed proporranno l'album Clandestine con l'accompagnamento di un'orchestra solo due anni dopo.
Nel gennaio del 2014 lo storico cantante è costretto a chiamare la band in cui ha fino ad allora militato Entombed A.D., comprendendo i membri dell'ultima formazione (eccetto Hellid), con questa verrà pubblicato l'album preannunciato con il vecchio nome nell'agosto successivo.
I "nuovi" Entombed suonano per la prima volta insieme il 27 ottobre del 2016 durante la crociera Close-Up Båten, con loro diversi esponenti della storica scena death metal svedese. Oltre a Nicke, "Uffe" e Alex la formazione viene accompagnata da Robert Andersson alla voce e da Edvin Aftonfalk al basso, entrambi provenienti dai Morbus Chron. Inoltre, nel corso della stessa serata ha fatto la sua comparsa sul palco anche Orvar Säfström dei Nirvana 2002, con cui era stato registrato l'EP Crawl del 1991.

## Formazione

### Formazione attuale
- Nicke Andersson – batteria (1989-1997, 2016-presente), voce (1991)
- Ulf "Uffe" Cederlund – chitarra (1989-2005, 2016-presente)
- Alex Hellid – chitarra (1989-2014, 2016-presente)

### Ex componenti
- David Blomqvist – basso (1989)
- Lars-Göran Petrov – voce (1989-1991, 1992-2014)
- Lars Rosenberg – basso (1990-1995)
- Johnny Dordevic – voce (1991-1992)
- Jörgen Sandström – basso (1995-2004)
- Peter Stjärnvind – batteria (1997-2006)
- Nico Elgstrand – basso (2004-2010) chitarra (2010-2014)
- Olle Dahlstedt – batteria (2006-2014)
- Victor Brandt – basso (2010-2014)

### Turnisti
- Edvin Aftonfalk – basso (2016-presente)
- Robert Andersson – voce (2016-presente)

### Ex turnisti
- David Blomqvist – basso (1990)
- Orvar Säfström – voce (1991)
- Victor Brandt – basso (2009-2010)

## Discografia

### Album in studio
- 1990 - Left Hand Path
- 1991 - Clandestine
- 1993 - Wolverine Blues
- 1997 - DCLXVI: To Ride, Shoot Straight and Speak the Truth
- 1998 - Same Difference
- 2000 - Uprising
- 2001 - Morning Star
- 2003 - Inferno
- 2007 - Serpent Saints - The Ten Amendments

### Album dal vivo
- 1998 - Monkey Puss: Live in London (1992)
- 2004 - Unreal Estate

### EP
- 1991 - Crawl
- 1992 - Stranger Aeons
- 1993 - Hollowman
- 1997 - Wreckage
- 1999 - Black Juju
- 2006 - When in Sodom

### Raccolte
- 1997 - Entombed
- 2016 - The Best of Entombed

### Compilation
- 2002 - Sons of Satan Praise the Lord

### Singoli
- 1992 - Stranger Aeons
- 1993 - Wolverine Blues
- 1993 - Contempt
- 1993 - Full of Hell
- 1994 - Out of Hand
- 1997 - Like This With the Devil

### Split
- 1992 - Gods of Grind (con Carcass, Confessor e Cathedral)
- 1995 - Night of the Vampire (coi The New Bomb Turks)

### Demo
- 1989 - But Life Goes On

## Videografia

### Video
- 1999 - Monkey Puss: Live in London

### Videoclip
- 1990 - Left Hand Path [12]
- 1991 - Stranger Aeons [13]
- 1997 - Damn Deal Done
- 1997 - Wreckage
- 1998 - Addiction King
- 1998 - What You Need
- 2000 - Seeing Red
- 2001 - Eye for an Eye
- 2002 - Night of the Vampire [14]
- 2002 - Albino Flogged in Black